# 馬莫洛橋站
馬莫洛橋站（義大利語：Ponte Mammolo）是羅馬地鐵的一個車站。馬莫洛橋站是羅馬地鐵B線的一個地面站，位於馬莫洛橋附近。馬莫洛橋站開通於1990年。

## 外部連結
维基共享资源上的相關多媒體資源：馬莫洛橋站
- ATAC site on this station